# Пашия
Паши́я (до 1929 года Арха́нгело-Паши́йский завод) — посёлок городского типа в Горнозаводском районе (городском округе) Пермского края России.
Население 3400 чел. (2023).

## География
Посёлок городского типа Пашия располагается на открытом участке лесистой, преимущественно гористой местности предгорья Среднего Урала, в восточной части Пермского края. Посёлок стоит на реке Вижай, в среднем её течении, располагаясь преимущественно на холмистом северо-восточном её берегу, и на обоих берегах реки Пашийки, проходящей через весь населённый пункт, при её впадении в Вижай. Река Пашийка перекрыта старинной строгановской плотиной XVIII века Архангело-Пашийского металлургического завода, посредством которой в центре посёлка река образует небольшой пруд. Посёлок находится в 176 км к востоку-северо-востоку от краевого центра города Перми, в 40 км к северо-востоку от города Чусового и в 2 км к северу от окружного центра города Горнозаводска, в нескольких километрах к северо-западу расположен посёлок Вильва. Железнодорожная станция Пашия находится в  городе Горнозаводске, который ранее был рабочим посёлком Новопашийским или Новая Пашия.
В нескольких километрах к юго-востоку от посёлка Пашии, по руслу реки Вижай, в скалах Большие Воронки находится известный природный памятник Пашийская карстовая пещера, популярное туристическое место.
Посёлок включает микрорайоны Советско-Пролетарский, Центр, Заречная часть, Вижайский Прииск.

## История
Посёлок был основан в 1785 году при строительстве металлургического завода. Первое упоминание о поселении Архангело-Пашийский завод было сделано Н. С. Поповым в книге «Хозяйственное описание Пермской губернии», изданной в 1804 году. Он пишет, что здесь «…находится каменная двухэтажная церковь, четыре господских дома, заводская контора, больница, школа, 337 обывательских домов, жителей по последней ревизии считается 628, которые считаются за мастеровых, не считая других крестьян, здесь поселившихся…».
В «Списке населённых мест Пермской губернии» по сведениям 1869 года об Архангело-Пашийском заводе указано: «… число дворов 492; число жителей: мужчин − 1495, женщин — 1700; церковь православная — 1, часовен православных — 2, Волостное правление, больница, училище…». По другим данным, в 1869 году в заводском посёлке проживало 1700 бывших крепостных крестьян в 525 домах.
В «Списке населённых мест Пермской губернии» на 1908 год записано:

…Архангело-Пашийская волость. Архангело-Пашийское общество.
1. Архангело-Пашийский завод основан на реках Пашия и Вижай, вырабатывает чугун из собственных руд при 300 рабочих на заводе и 345 рабочих на рудниках. Число дворов 677, мужчин 1420, женщин 1506. Православная церковь, женская одноклассная и мужская двухклассная земские школы, Волостное правление, земская станция «Пашия», заводская больница, базар в дни получек.
2. завод Верхнее-Пашийский число дворов 38, проживает мужчин 150 чел., женщин 177 чел..
3. деревня Зыковского рудника дворов 47, мужчин 108, женщин 119, школа грамоты.
4. выселок Вильва дворов 7, мужчин 7, женщин 12.

- Архангело-Пашийский завод Архангело-Пашийской волости Пермского уезда Пермской губернии (до 1923 года). Волостная земская Управа.
- Завод Пашия Чусовского района Пермского округа Уральской области (с 1923 года). Пашийский сельский Совет.

До 1929 года посёлок назывался Архангело-Пашийский завод. В те годы на Урале в понятие «завод» входили не только собственно заводские строения, которые называли фабриками, но и жилой посёлок. С 1919 года стали писать Завод Пашия. В 1929 году Архангело-Пашийский завод (Завод Пашия) получил статус рабочего посёлка городского типа и название Пашия.
- Посёлок Пашия Чусовского района Пермского округа Уральской области (с 1929 года). Пашийский поселковый совет.
- Посёлок Пашия Чусовского района Свердловской области (с 1934 года).
- Посёлок Пашия Чусовского района Пермской области (с 1938 года).
- Посёлок Пашия Горнозаводского района Пермской области (с 1965 года).

26 июня 1931 года в посёлке была образована артель «Искра», существовавшая до 1950-х годов. В 1940-х годах действовала артель имени Фрунзе, в 1950-х годах — артель «Вперёд».
В годы Великой Отечественной войны в посёлке находились эвакуационные госпитали № 3752 и № 3145.
В 2014 году распоряжением Правительства РФ включён в категорию моногородов, в которых имеются риски ухудшения социально-экономического положения.
В 2004-2018 годах посёлок входил в Пашийское сельское поселение Горнозаводского муниципального района.

## Население
| 1931  | 1959    | 1970  | 1979  | 1989  | 2002  | 2006  | 2007  | 2009  |
| ----- | ------- | ----- | ----- | ----- | ----- | ----- | ----- | ----- |
| 4511  | ↗10 585 | ↘6389 | ↘5796 | ↘5317 | ↘4245 | ↘4100 | →4100 | ↘4058 |
| 2010  | 2012    | 2013  | 2014  | 2015  | 2016  | 2017  | 2018  | 2019  |
| ↘3898 | ↘3881   | ↘3831 | ↘3729 | ↘3680 | ↘3626 | ↘3606 | ↘3569 | ↘3495 |
| 2020  | 2021    | 2023  |       |       |       |       |       |       |
| ↘3463 | ↘3428   | ↘3400 |       |       |       |       |       |       |

## Достопримечательности
- Комплекс промышленных зданий XVIII-XIX веков старинного Архангело-пашийского завода с плотиной и Пашийским прудом в центре посёлка[3]. Является памятником истории и архитектуры регионального значения.
- Полуразрушенный трёхэтажный каменный корпус православного храма Троицы Живоначальной постройки конца XVIII века в центральной части поселения[29]. Памятник архитектуры местного значения.
- Дом культуры «Народный дом» с библиотекой (здание XIX века)[4];
- Пашийский краеведческий музей (при Пашийском заводе XVIII века)[4];
- Местный парк культуры и отдыха.

### Религия
Православная церковь Троицы Живоначальной (деревянная двухэтажная Троицкая церковь открыта в перестроенном под храм одноэтажном жилом здании рядом с разрушенным после революции храмом Живоначальной Троицы постройки конца XVIII века).

### Памятники
- Мемориал памяти погибших жителей в годы Второй мировой войны.
- Памятник героям Гражданской войны и Великой Отечественной войны[4].
- Памятная стела «1786 — 1986» в честь 200-летия посёлка Пашии.
- Памятник пашийскому сталевару.

## Инфраструктура
В Пашии создана городская инфраструктура: работают культурные, образовательные и медицинские учреждения, промышленные предприятия, действует пожарная часть, имеется полицейский участок, функционирует лесничество, работают отделения «Почты России» и Сбербанка», парикмахерская, аптека, кафе и несколько продуктовых, хозяйственных и других магазинов.
На территории посёлка Пашия расположена турбаза «Заимка».

### Образовательные учреждения
- Средняя общеобразовательная школа (два корпуса в разных районах посёлка);
- Детский сад (два корпуса в разных частях посёлка).

### Медицинские учреждения
- Пашийская клиническая амбулатория с отделением скорой помощи.

### Спортивные объекты
- Местный спорткомплекс[32]:
  - легкоатлетический стадион,
  - теннисный корт,
  - спортивная площадка.
- ДЮСШ (спортзал Пашийского ДК)[33].

## Транспорт
До посёлка Пашия можно доехать на междугороднем автобусе из Перми, Чусового и пригородном автобусе либо на такси из Горнозаводска.
Также от Горнозаводска до Пашии доходит тупиковая железнодорожная ветка, на которой в центральной части посёлка находится грузо-пассажирская станция Нижние Весы (железнодорожный вокзал), до которой в советские годы из Перми через Горнозаводск ходили электрички. В настоящее время движение электропоездов до Пашийского вокзала отменено, и станция не используется.
Внутригородской общественный транспорт посёлка представлен только местной службой такси.

## Промышленность
Перечень крупнейших промышленных предприятий посёлка:
- ПАО «ПМЦЗ» (производство чугунных отливок и глиноземистого цемента)[36];
- ПАО «Горнозаводскцемент» (цементный завод);
- ООО «Лестранс» (лесная промышленность);
- ООО «Пашиялес» (лесная промышленность).

## Известные уроженцы
- Леонид Александрович Касков — Герой Советского Союза[8].
- Михаил Иванович Горяев — академик АН КазССР, основатель биохимии в Казахстане[8].

## Галерея
- Стела на въезде в посёлок
- Вид на пруд и посёлок
- Пруд на реке Пашийка
- Пруд на реке Пашийка
- Пашийский металлургическо-цементный завод
- Останец около Камешковой улицы
- Воинский мемориал
- Троицкая церковь
- Вид на посёлок
- Река Вижай в посёлке